# Amtsgericht Obernburg a. Main

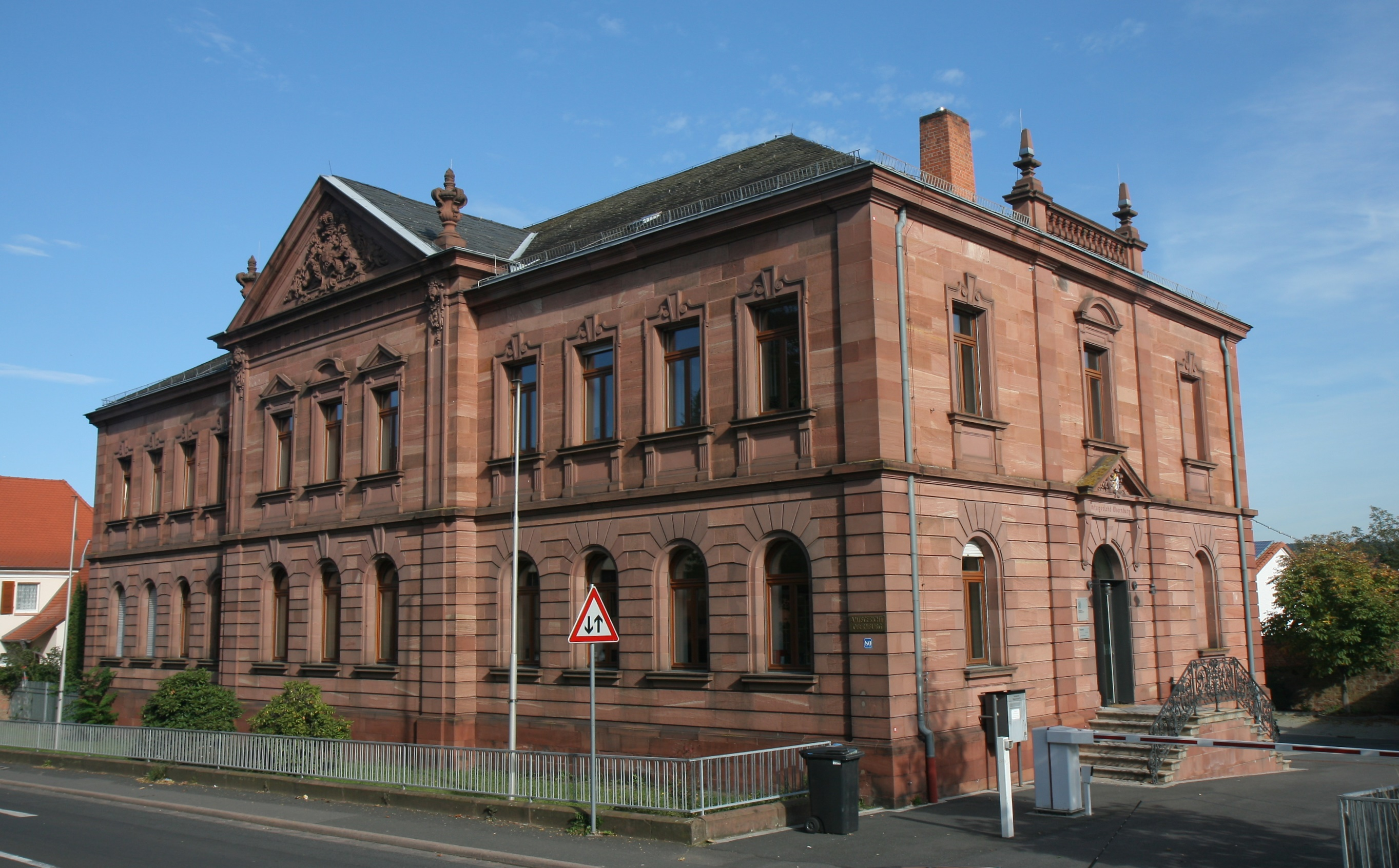
Gerichtsgebäude Obernburg, Römerstraße 80 (2013)

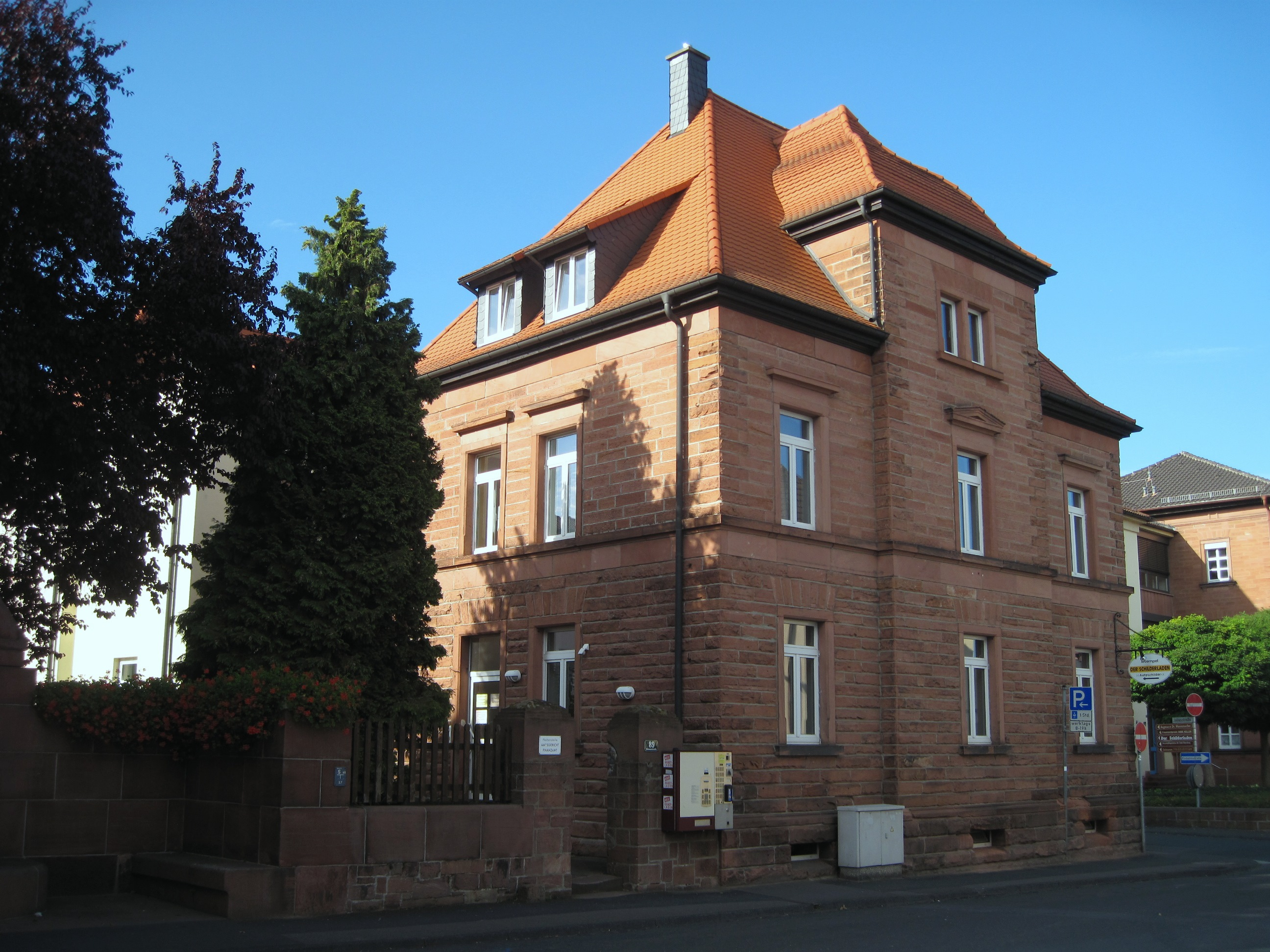
Gerichtsgebäude Obernburg, Römerstraße 89 (2013)

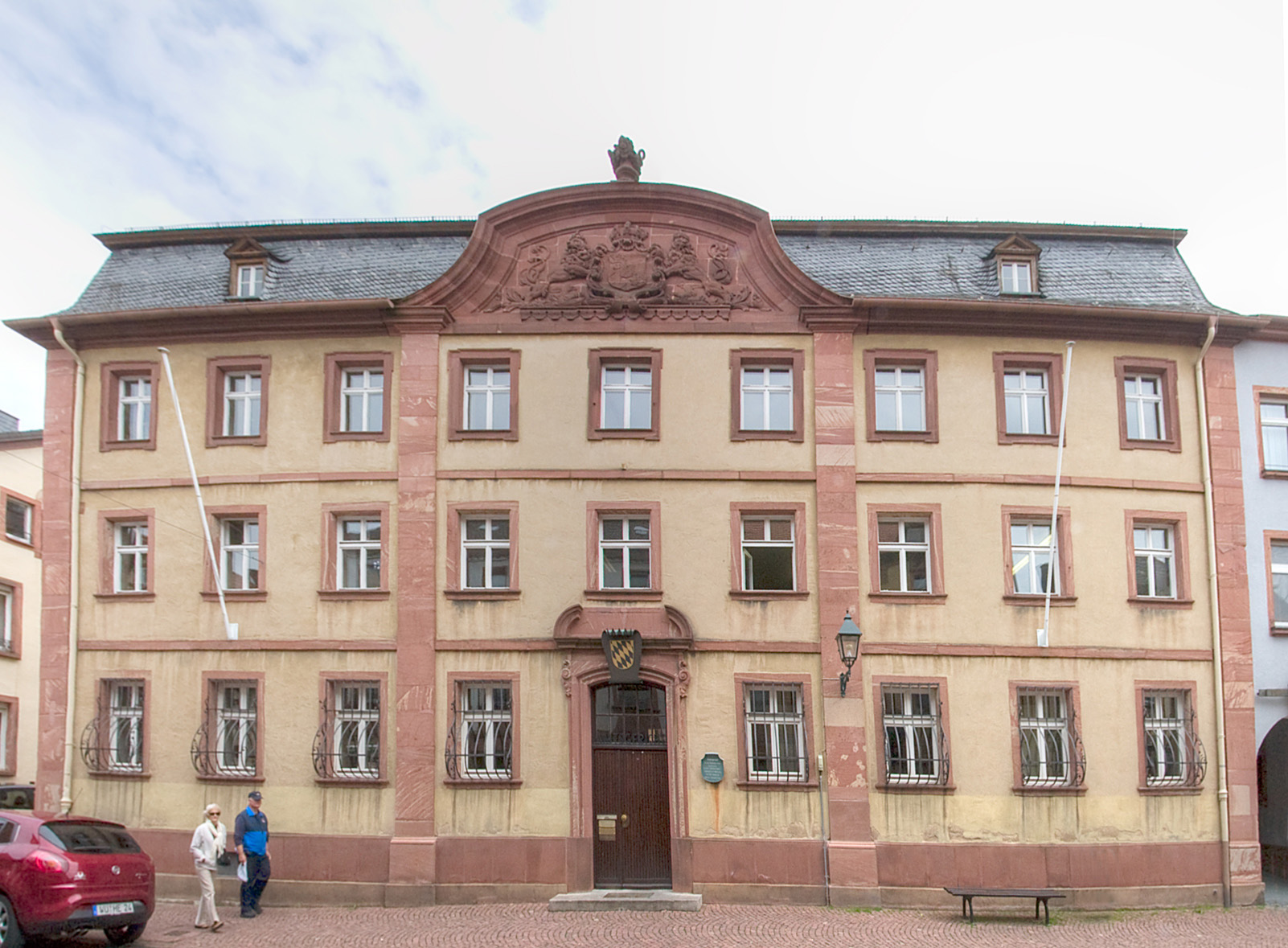
Gerichtsgebäude Miltenberg, Hauptstraße 29 (2010)

Das Amtsgericht Obernburg a. Main ist ein Gericht der ordentlichen Gerichtsbarkeit und das kleinere der beiden Amtsgerichte (AG) im Bezirk des Landgerichtes Aschaffenburg.

## Gerichtssitz und -bezirk
Das Gericht hat seinen Sitz in Obernburg am Main in Unterfranken. In Miltenberg ist eine Zweigstelle errichtet. Der 716 km² große Gerichtsbezirk erstreckt sich auf den Landkreis Miltenberg. In ihm leben rund 128.000 Menschen. 
Insolvenz- und Zwangsversteigerungsverfahren sowie Handels- und Vereinsregistersachen aus dem Bezirk des AG Obernburg werden beim Amtsgericht Aschaffenburg bearbeitet. Für Mahnverfahren ist das Amtsgericht Coburg als Zentrales Mahngericht zuständig.

## Gebäude
Das Gericht ist in Obernburg in den Gebäuden Römerstraße 80 und Römerstraße 89 untergebracht. Die Zweigstelle in Miltenberg befindet sich unter der Anschrift Hauptstraße 29.

## Übergeordnete Gerichte
Dem Amtsgericht Obernburg ist das Landgericht Aschaffenburg übergeordnet. Zuständiges Oberlandesgericht ist das Oberlandesgericht Bamberg.

## Richter
- Martin Stock (2010 bis 2013)